# Інститут мовознавства імені О. О. Потебні НАН України
Інститу́т мовозна́вства і́мені О. О. Потебні́ НАН Украї́ни, скорочено Інститу́т мовозна́вства або ІНМО — науково-дослідна установа в Києві, центр мовознавчих досліджень в Україні.

## Головні завдання
Інститут мовознавства — провідна багатопрофільна науково-дослідна установа та координаційний центр, який розробляє теоретичні й методологічні засади загального, слов'янського, балтійського, германського, а також структурно-математичного та прикладного мовознавства. Головне завдання — провадити фундаментальні та прикладні дослідження з метою отримання нових наукових знань і сприяння духовному розвитку суспільства.
Очолює Інститут директор — докт. філол. наук Б. М. Ажнюк, заступник директора — канд. філол. наук О. І. Скопненко.
Інститут має власний друкований орган — журнал «Мовознавство»; працює аспірантура й докторантура; діє спеціалізована наукова рада для захисту дисертацій.

## Історія

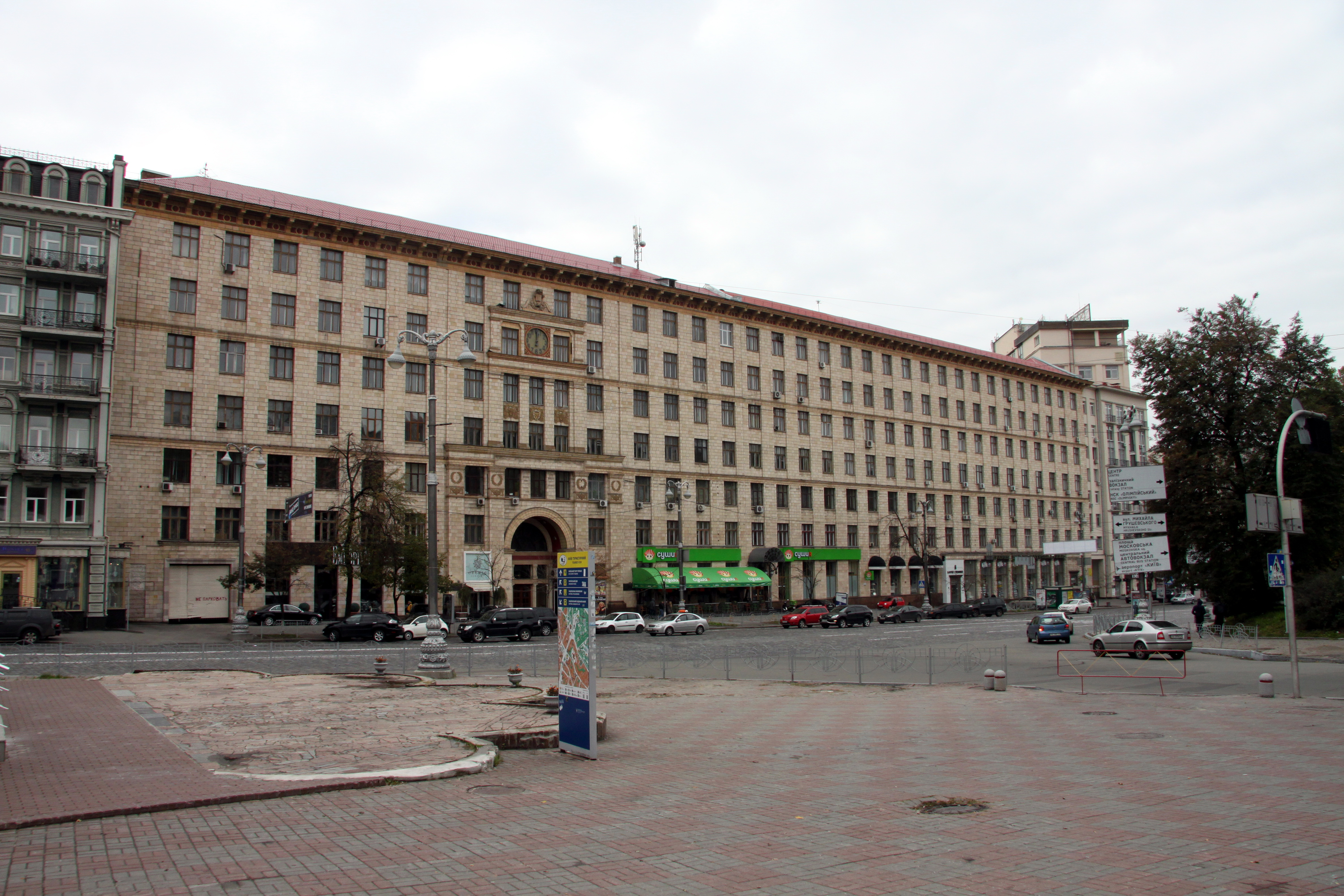
Будинок Інституту

Створений 1930 р. на базі мовознавчих комісій ВУАН. 1945 р. присвоєно ім'я видатного українського філолога XIX ст. Олександра Потебні. Тривалий час був єдиною мовознавчою установою та центром багатоаспектного вивчення української мови, очолював і координував усю мовознавчу роботу в Україні. З часу заснування ін-т очолювали А. Ю. Кримський, Н. А. Каганович, М. Я. Калинович, Л. А. Булаховський, І. К. Білодід, В. М. Русанівський, В. Г. Скляренко.
Підготовлено чимало фундаментальних праць, які мають велике теоретичне та практичне значення:
- Тлумачний словник української мови (у 20 т.; 1953—1963) inmo.org.ua
- «Українсько-російський словник» (у 6 т.; 1953—1963)
- «Російсько-український словник» (у 3 т.; 1968; 3-тє вид. 1987)
- «Словник української мови» (в 11 т.; 1970—1980),
- «Етимологічний словник української мови» (в 7 т.; 1982—2012),
- «Курс історії української літературної мови» (у 2 т., 1958—1961),
- «Вступ до порівняльно-історичного вивчення слов'янських мов» (1966),
- «Словник мови Шевченка» (у 2 т.; 1964),
- «Сучасна українська літературна мова» (у 5 кн.; 1969—1973),
- «Українська літературна вимова і наголос» (1973),
- «Історія української мови» (в 4 кн.; 1979—1983),
- «Атлас української мови» (в 3 т.; 1984—2001),
- «Словарь языка русских призведений Т. Г. Шевченко» (у 2 т.; 1985—1986),
- «Частотний словник сучасної української художньої прози» (у 2 т.; 1981),
- «Словник гідронімів України» (1979),
- «Етимологічний словник літописних географічних назв Південної Русі» (1985),
- Словник-довідник «Власні імена людей» (1986),
- «Болгарсько-український словник» (1988),
- «Чесько-український словник» (у 2 т.; 1988—1989),
- «Фразеологічний словник української мови» (у 2 кн.; 1993),
- «Російсько-український словник наукової термінології» (у 3 кн.; 1994—1998),
- «Словник афіксальних морфем української мови» (1998),
- Російсько-український словник наукової термінології (1998),
- Енциклопедія «Українська мова» (2000; 3-тє вид. 2007),
- Словник «Фразеологія перекладів Миколи Лукаша» (2003),
- «Білорусько-український словник» (2006),
- «Знаки української етнокультури. Словник-довідник» (2006),
- «Мова і мовознавство в духовному житті суспільства» (2007),
- «Історична типологія слов'янських мов» (2008),
- «Мовна свідомість: Структура, типологія, виховання» (2012),
- «Індоєвропейська спадщина в лексиці слов'янських, балтійських, германських і романських мов» (2013),
- «Українська мова: сьогодення й історична перспектива» (2014),
- «Етимологічний словник топонімів України» (2014),
- «Етимологічний словник запозичених суфіксів і суфіксоїдів в українській мові»[1] (2014),
- «Світло і тіні наукового стилю» (2016),
- «Словник української мови» (2017),
- «Антологія знаків української етнокультури» (2018),
- «Українська мова у 2222 році: Вступ до лінгвофутурології»[2] (2023) тощо.

Опубліковано кількасот індивідуальних і колективних монографій, збірників, понад 20 книг із серії «Пам'ятки української мови». Чимало праць відзначено високими державними нагородами.
Наукова продукція Інституту сприяла внормуванню й утвердженню української мови. Науковці довели, що своїми комунікативними можливостями вона не лише не поступається іншим слов'янським мовам, а й належить до найрозвиненіших літературних мов світу. Це стало однією з підстав надати українській мові 1989 р. державного статусу.
1991 р. на основі українознавчих відділів Інституту мовознавства створено Інститут української мови НАН України.

## Напрями роботи
В Інституті мовознавства працюють відділи загального мовознавства, слов'янських мов, російської мови, відділ романських, германських і балтійських мов, відділ мов національних меншин. Їхня робота зосереджена на п'ятьох важливих і необхідних для розвитку мовознавства напрямахяких?, що формують теоретичні засади вирішення конкретних лінгвістичних завдань, створюють базу для вишівської науки, забезпечують підґрунтя для створення нових підручників, посібників, словників тощо.
Напрям «Теорія та методологія мовознавчих досліджень» забезпечує розроблення теоретичної бази мовознавчих досліджень, а також проблем соціолінгвістики, психолінгвістики, етнолінгвістики, когнітивної лінгвістики, зокрема визначення зв'язку між мовою й національним менталітетом, мовою і процесами пізнання навколишнього світу.
Основним завданням наукових пошуків у межах напряму «Порівняльне дослідження слов'янських мов» є розробка питань походження, розвитку та функціонування східнослов'янських, західнослов'янських і південнослов'янських мов у контексті загальнославістичної проблематики, зіставне дослідження різних слов'янських мов у фонетичному, морфологічному, синтаксичному і словотвірному аспектах. Здійснюються також порівняльно-історичні, лексикологічні, етимологічні й акцентологічні дослідження української та інших слов'янських мов.
Актуальними й необхідними залишаються і зіставні дослідження таких близькоспоріднених мов, як українська і російська, що здійснюються в межах напряму «Функціонування російської мови в Україні. Зіставне дослідження російської та української мов».
Унікальним у міжнародному масштабі є одночасне дослідження романських, германських, балтійських і слов'янських мов, що проводиться в межах напряму «Порівняльне дослідження романських, германських, балтійських та слов'янських мов».

## Співробітники
У різний час в Інституті працювали відомі мовознавці:
- А. Ю. Кримський
- Є. К. Тимченко
- І. В. Шаровольський
- О. Н. Синявський
- П. Й. Горецький
- О. Б. Курило
- М. Я. Калинович
- М. Г. Грунський
- Л. А. Булаховський
- І. М. Кириченко
- А. О. Білецький
- М. А. Жовтобрюх
- В. С. Ільїн
- Й. А. Багмут
- А. Й. Багмут
- Ф. Т. Жилко
- І. К. Білодід
- К. П. Дорошенко
- О. С. Мельничук
- Ю. О. Жлуктенко
- Л. А. Близниченко
- М. К. Бойчук
- К. К. Цілуйко
- Г. П. Їжакевич
- Т. К. Черторизька
- З. Т. Франко
- С. І. Головащук
- А. А. Бурячок
- І. Г. Матвіяс
- О. Б. Ткаченко
- Т. Б. Лукінова
- О. С. Стрижак
- Г. М. Гнатюк
- Т. В. Назарова
- В. М. Русанівський
- А. П. Непокупний
- І. М. Желєзняк
- В. В. Німчук
- І. П. Чепіга
- Л. С. Паламарчук
- М. М. Пилинський
- Л. О. Родніна
- М. М. Пещак
- В. Ю. Франчук
- В. Г. Скляренко
- А. П. Грищенко
- І. Р. Вихованець
- О. Д. Пономарів
- А. М. Залеський,
- В. С. Перебийніс
- Н. Ф. Клименко
- І. А. Стоянов
- Н. Г. Озерова
- В. В. Жайворонок
- Л. Т. Масенко
- О. М. Гаркавець
- Т. О. Черниш
- В. В. Лучик
- Н. П. Шумарова
- В. С. Рибалкін
- Є. А. Карпіловська

Серед нинішніх співробітників:
- Г. П. Півторак
- О. О. Тараненко
- В. М. Бріцин
- С. С. Єрмоленко
- Б. М. Ажнюк
- В. П. Пономаренко
- В. І. Ярмак
- Л. І. Даниленко
- Т. В. Радзієвська
- О. І. Скопненко
- П. О. Селігей